# 鐮刀束腰蟹
鐮刀束腰蟹（學名：Somanniathelphusa zanklon），或稱作淡水束腰蟹，是一種香港特有的淡水蟹，也是香港四種特有淡水蟹種之一，種名zanklon是希臘文中鐮刀的意思。本種是淡水蟹，見於新界的低地河溪等，但很少見。鐮刀束腰蟹面對的主要威脅是分佈狹窄，生境消失以及殺蟲劑的污染，因而被IUCN列為瀕危。